# Tân Phú, Đồng Xoài
Tân Phú là một phường thuộc thành phố Đồng Xoài, tỉnh Bình Phước, Việt Nam.

## Địa lý
Phường Tân Phú có vị trí địa lý:
- Phía đông giáp phường Tân Đồng
- Phía tây giáp phường Tiến Thành
- Phía nam giáp phường Tân Bình
- Phía bắc giáp huyện Đồng Phú.

Phường Tân Phú có diện tích 8,43 km², dân số năm 1999 là 7.903 người, mật độ dân số đạt 937 người/km².

## Hành chính
Phường Tân Phú được chia thành 7 khu phố: Phú Lộc, Phú Thịnh, Phú Thanh, Phú Tân, Phú Mỹ, Phú Cường, Phú Xuân.

## Lịch sử
Ngày 1 tháng 9 năm 1999, Chính phủ ban hành Nghị định số 90/1999/NĐ-CP về việc thành lập phường Tân Phú trên cơ sở 843 ha diện tích tự nhiên và 7.169 nhân khẩu.